# Andreas Köfer
Andreas Köfer (* 1949 in Berlin) ist ein deutscher Kameramann.

## Leben
Andreas Köfer ist der Sohn des Schauspielers Herbert Köfer (1921–2021), seine Halbschwestern sind Gabriele Jäckel und Mirjam Köfer.
Andreas Köfer begann Anfang der 1970er Jahre seine Tätigkeit als Kameramann bei der DEFA. Nach der Wiedervereinigung wurde er für deutsche und ausländische Produktionen tätig. Insgesamt wirkte er bei über 70 Werken mit. Im Film Rabenvater von Regisseur Karl-Heinz Heymann, in dem sein Vater Herbert Köfer mitspielte, war Andreas Köfer 1986 Kameramann.
Seit 1991 wurde er für mehrere Gastprofessuren an die Filmuniversität Babelsberg berufen und seit 1993 arbeitet er regelmäßig als Gastdozent an der Deutschen Film- und Fernsehakademie Berlin (DFFB).
Im Jahre 2015 rief er die Filmschule Lausitz in Spremberg ins Leben.

## Filmografie (Auswahl)
- 1983: Einer vom Rummel
- 1985: Ete und Ali
- 1986: Rabenvater
- 1987: Vorspiel
- 1987: Wie die Alten sungen…
- 1990: Die Architekten
- 1991: Heute sterben immer nur die andern
- 1992: Cosimas Lexikon
- 1995: Fremde Heimat
- 1998: Die Mädchenfalle – Der Tod kommt online
- 1998: Polizeiruf 110 – Rot ist eine schöne Farbe
- 1998: Sweet little sixteen
- 1999: Die Entführung
- 1999: Gefangen im Jemen
- 2001: Polizeiruf 110 – Gelobtes Land
- 2002: Polizeiruf 110 – Um Kopf und Kragen
- 2003: Verliebte Diebe (Fernsehfilm)
- 2009–2014: Stubbe – Von Fall zu Fall (Fernsehserie)
  - 2009:  In den Nebel
  - 2012:  Begleiterinnen
  - 2012:  Alte Freunde
  - 2013:  Blutsbrüder
  - 2014:  Mordfall Maria
- 2010: Kottan ermittelt: Rien ne va plus
- 2016: Als wir Zukunft waren